# Super Robin Hood
Super Robin Hood è un videogioco a piattaforme con protagonista Robin Hood, pubblicato nel 1986 per Amstrad CPC e nel 1987 per Commodore 64 e ZX Spectrum dalla Codemasters, nella fascia di prezzo bassa. Nelle versioni Amstrad e Spectrum viene usato anche il titolo Robin Hood a video. L'originale Amstrad fu uno dei primi titoli sviluppati dai gemelli Philip e Andrew Oliver, noti per la serie di Dizzy.
Nel 1992 la Codemasters pubblicò anche Robin Hood: Legend Quest, concettualmente molto simile a Super Robin Hood e a volte considerato un seguito.

## Modalità di gioco
Il gioco si svolge in un castello, dove Robin Hood deve liberare Lady Marian prigioniera nella torre orientale. L'ambiente è un complesso labirinto di piattaforme e scale, che si estende in due dimensioni con visuale di lato. Nella versione Commodore 64 la visuale è a scorrimento in tutte le direzioni, mentre sugli altri computer la scena cambia a scatti da una stanza all'altra.
Robin può saltare, abbassarsi, arrampicarsi sulle scale verticali, ed è armato di arco e frecce, che può sparare in orizzontale con munizioni illimitate, ma solo quando è fermo e in piedi. I nemici più comuni sono guardie con balestre, che stanno ferme e sparano continuamente dardi in orizzontale, e ragni penzolanti su e giù, immuni alle frecce. Anche le cadute causano danni in proporzione all'altezza. Robin ha un indicatore percentuale della salute, esaurito il quale si perde l'unica vita; nel castello si possono trovare ricariche.
Per poter raggiungere la stanza di Marian e completare l'obiettivo del gioco è necessario raccogliere tutti i simboli di cuore sparsi per il castello. Si devono anche trovare diverse chiavi, che permettono di abilitare gli ascensori e raggiungere zone altrimenti inaccessibili.
Solo in versione Amstrad sono presenti alcune frasi in sintesi vocale. Nelle altre due versioni le musiche sono di David Whittaker.